# Helen Losanitch Frothingham
Helen Losanitch Frothingham, född 1885, död 1972, var en serbisk kvinnorättsaktivist, sjuksköterska och filantrop. 
Hon är främst känd för sin verksamhet under första världskriget, då hon företog flera resor från Serbien till USA för att göra insamlingar för nödhjälp. Under spanska inbördeskriget verkade hon för föräldralösa barn. 